# Mikel Clemente
Mikel Clemente es un periodista y realizador de vídeoclips y documentales vasco, nacido en Baracaldo (España) en 1964. Colabora habitualmente con grupos como Siniestro Total o Extremoduro.
En 1989 realiza su primer vídeoclip, el de la canción Bostak Bat, del grupo Zarama por el que es premiado en el Festival de Video de Vitoria. Dos años más tarde, en 1991, graba otro vídeoclip en euskera; en este caso se trata de la versión que hizo en este idioma Salomé de su Vivo Cantando (Kantari Bizi Naiz). En 1992 se encarga de otro de Zarama, titulado Sexkalextrik. Poco después se ocupa de la grabación del primer vídeoclip de Def Con Dos, Acción Mutante, al tiempo que colabora en la grabación de cómo se hizo la película del mismo título de Álex de la Iglesia.
Conoce a Siniestro Total a través de Óscar Mariné, que se encarga de hacer las portadas del grupo. En septiembre de 1993 graba su primer vídeoclip con ellos, El hombre medicina. Tres meses después, en diciembre de ese mismo año, se encarga de la grabación de Yo dije yeah!, vídeoclip de un tema también de Siniestro, en el bar Amordiscos en Vigo. El presupuesto se distribuyó en una cantidad determinada para el vídeo y otra tanta para cerveza, ya que se dará de beber gratis a todos los que participen, y Mikel lleva a muchos amigos vascos, entre ellos Álex de la Iglesia y su equipo habitual de dirección artística.
En abril de 1994 sale a la luz el tercero de los vídeoclips del álbum Made in Japan de Siniestro, Cuenca minera.
A principios de 1995 graba dos nuevos vídeoclips de Def Con Dos: los de los temas Victoria/Garaipena y El coche no; durante la primavera viaja a Memphis (Estados Unidos) con Siniestro Total para registrar en vídeo la grabación del álbum que están preparando, Policlínico miserable, y a finales de año aparecen otros dos vídeoclips de Siniestro grabados por él, los de los temas del nuevo disco Sólo los estúpidos tienen la conciencia tranquila y Y yo me callo, el primero de ellos grabado en Urnieta (Guipúzcoa). También durante este año ha salido a la luz el vídeoclip del tema El Día de la Bestia, de Def Con Dos, parte de la banda sonora de la película de Álex de la Iglesia del mismo título. Mikel se encarga también del reportaje sobre cómo se hizo la película.
En 1996 estrena su corto documental Visita a una cárcel de Pisacocas, por el que recibe el primer premio documental en el IV Festival de Video de Navarra.
En marzo empieza a colaborar con Siniestro en el proyecto denominado Cultura Popular que consistirá en una actuación con tintes de teatro, en la que se encarga de la realización y la producción de la parte visual, con la colaboración de Iñaki Mintegi. En agosto sale a la venta la cinta titulada La vida es deliciosa, que contiene imágenes de la grabación de Siniestro en Memphis, narrando a modo de documental la vida y trabajo del grupo durante los dos últimos años, además de varios vídeoclips (algunos de ellos inéditos) y material en directo.
Los días 9 y 10 de octubre se presenta en el Palacio de Congresos e Exposicions de Santiago de Compostela el espectáculo Cultura Popular de Siniestro, supervisando Mikel la unidad móvil que se encarga de la parte visual (escenografía, actores, proyecciones, cine y vídeo). La cinta que relata la edición y montaje del espectáculo por parte de Mikel se edita, junto con el CD del directo, el 7 de abril.
Es además en este año cuando recibe la medalla de plata en el 38.º Festival de Televisión de Nueva York por su documental La India: todos los dioses, un Dios, además graba un vídeoclip: el primero que hace con Extremoduro, del tema So payaso.
El 9 de mayo de 1997 comienza en Lima (Perú) la gira por América Latina de Siniestro Total, en la que Mikel viaja de acompañante para registrar en vídeo las actuaciones del grupo, finalizando los conciertos el 9 de agosto en Santiago de Chile. Con estas grabaciones se edita el documental para televisión titulado Por el bien de la humanidad.
En este mismo año realiza los videoclips:A poco más (De metro escaso), de Siniestro Total, y el primero con Platero y tú, Alucinante. Este mismo año recibe por So payaso el premio al mejor vídeoclip en los I Premios de la Música.
2000 recibe el premio al mejor cortometraje en Cinemad por Vida y Tiempo de Jack Griffin un documental sobre la vida del misterioso músico de blues. 
2005 realiza en vídeo el concierto Metamorfosis de Dr Deseo.
Edita en DVD Videoclips y rarezas una selección de vídeoclips y piezas documentales cortas con Discos de Freno y Nuevos Medios.
También participa como tertuliano en el programa Pásalo de ETB 2. 
En el mes de noviembre estrena el largometraje documental titulado Embarcadero dentro del festival Internacional de cine documental Zinebi.
2009 codirige el largometraje documental Musika Hizpide que analiza la situación del sector de la industria musical vasca. Desde este año hasta 2011 realiza videoclips para otros músicos como Kepa Junkera, Doctor Deseo, Rafa Rueda, Gose y Oskorri.
2012 comienza a experimentar con la estereoscopía y dirige el cortometraje Cotton Lovers y el videoclip Ezetz! para el grupo Gose, este último trabajo es premiado como mejor videoclip en el 3D Film&Music Fest 2013.